# Volodymyr Syrotin
Volodymyr Pavlovych Syrotin –en ucraniano, Володимир Павлович Сиротін– (Kiev, 3 de agosto de 1977) es un deportista ucraniano que compitió en lucha libre. Ganó una medalla de bronce en el Campeonato Mundial de Lucha de 2002 y una medalla de bronce en el Campeonato Europeo de Lucha de 2005.

## Palmarés internacional
| Campeonato Mundial | Campeonato Mundial | Campeonato Mundial | Campeonato Mundial |
| Año                | Lugar              | Medalla            | Categoría          |
| ------------------ | ------------------ | ------------------ | ------------------ |
| 2002               | Teherán (Irán)     | Medalla de bronce  | 74 kg              |
| Campeonato Europeo |                    |                    |                    |
| Año                | Lugar              | Medalla            | Categoría          |
| 2005               | Varna (Bulgaria)   | Medalla de bronce  | 74 kg              |